# Sidi Lahsan
Sidi Lahsan (arab. سيدي لحسن; fr. Sidi Lahcene)  – jedna z 52 gmin w prowincji Sidi Bu-l-Abbas, w Algierii, znajdująca się w centralnej części prowincji, około 6 km na południowy zachód od Sidi Bu-l-Abbas. W 2008 roku gminę zamieszkiwało 20999 osób. Numer statystyczny gminy w Office National des Statistiques d'Algérie to 2214.